# Gymnocalycium berchtii
Gymnocalycium berchtii (укр. Гімнокаліціум Берхта, Гімнокаліціум берхті) — сукулентна рослина з роду гімнокаліціум (Gymnocalycium) родини кактусових (Cactaceae).

## Історія
Вид вперше описаний австрійським фахівцем, експертом, членом австрійської робочої групи з вивчення гімнокаліціумів Гертом Нейгубером (нім. Gert Neuhuber, нар. 1939) у 1997 році у виданні англ. «Gymnocalycium».

## Етимологія
Видова назва дана на честь голландського фахівця, одного з найвідоміших збирачів рослин взагалі і гімнокаліціумів зокрема Людвіна Берхта.

## Ареал і екологія
Gymnocalycium berchtii є ендемічною рослиною Аргентини. Ареал розташований у провінції Сан-Луїс. Рослини зростають на висоті від 700 до 1200 метрів над рівнем моря в чаковому лісі. Зростає серед гірських порід або біля них, особливо там, де ґрунт неглибокий.

## Морфологічний опис
| Орган              | Опис |
| ------------------ | --- |
| Рослини            | поодинокі, приплюснуті і часто трохи заглиблені в ґрунт.                                                  |
| Коріння            | |
| Стебло             | тьмяно-сірувато-чорне або чорно-коричневе, до 2 см заввишки, 4-6 см в діаметрі. Ребер 7-9, плескаті.      |
| Епідерміс          | |
| Маміли             | |
| Ареоли             | овальні, вкриті пухом від білого до жовтуватого.                                                          |
| Колючки            | 3-5 прямі, від тьмяно-коричневого до чорного кольору, іноді з більш світлилою основою, 7-10 мм завдовжки. |
| Квіти              | воронкоподібні, перламутрово-рожеві, 5.3-7.9 см завдовжки і 4.3-6 см в діаметрі.                          |
| Бутони             | |
| Зовнішні пелюстки  | |
| Внутрішні пелюстки | |
| Тичинки            | |
| Маточка            | |
| Плоди              | витягнуті, округлі, сіро-зелені, 21-42 мм завдовжки і 9-20 мм в діаметрі.                                 |
| Насіння            | чорне. |

## Чисельність, охоронний статус та заходи по збереженню
Gymnocalycium berchtii входить до Червоного списку Міжнародного союзу охорони природи видів, з найменшим ризиком (LC).
Незважаючи на те, що цей вид має невелику площу розміщення — приблизно 1000 км², субпопуляції стабільні і великих загроз немає.
Gymnocalycium berchtii не зустрічається на жодній природоохоронній території.
Охороняється Конвенцією про міжнародну торгівлю видами дикої фауни і флори, що перебувають під загрозою зникнення (CITES).